# Магнітні пульсації
Магнітні пульсації — надзвичайно низькочастотні збурення в магнітосфері Землі, спричинені її взаємодією із сонячним вітром. Ці коливання магнітного поля планети мають періоди порядку кількох годин і утворюються, коли рушійна сила сонячного вітру досягає резонансу. Це форма нестійкості Кельвіна-Гельмгольца. Інтенсивність, частота та орієнтація цих варіацій вимірює міжнародна мережа геофізичних обсерваторій Intermagnet.
У 1964 році Міжнародна асоціація геомагнетизму та аерономії запропонувала класифікацію магнітних пульсацій на неперервні пульсації (англ. continuous pulsations, Pc) та нерегулярні пульсації (англ. irregular pulsations, Pi).